# 圣皮埃尔罗什
圣皮埃尔罗什（法語：Saint-Pierre-Roche，法語發音：[sɛ̃ pjɛʁ ʁɔʃ]）是法国多姆山省的一个市镇，位于该省西部，属于克莱蒙费朗区。

## 地理
圣皮埃尔罗什（45°43'36"N, 2°49'28"E）面积17.02 平方千米，位于法国奥弗涅-罗讷-阿尔卑斯大区多姆山省，该省份为法国中南部省份，北起阿列省接壤，东临卢瓦尔省，南至上盧瓦爾省和康塔爾省，西接科雷兹省和克勒兹省。
与圣皮埃尔罗什接壤的市镇（或旧市镇、城区）包括：热勒、马宰、奥尔比、佩尔珀扎、罗什福尔蒙塔涅、奥尔西瓦勒附近圣博内。

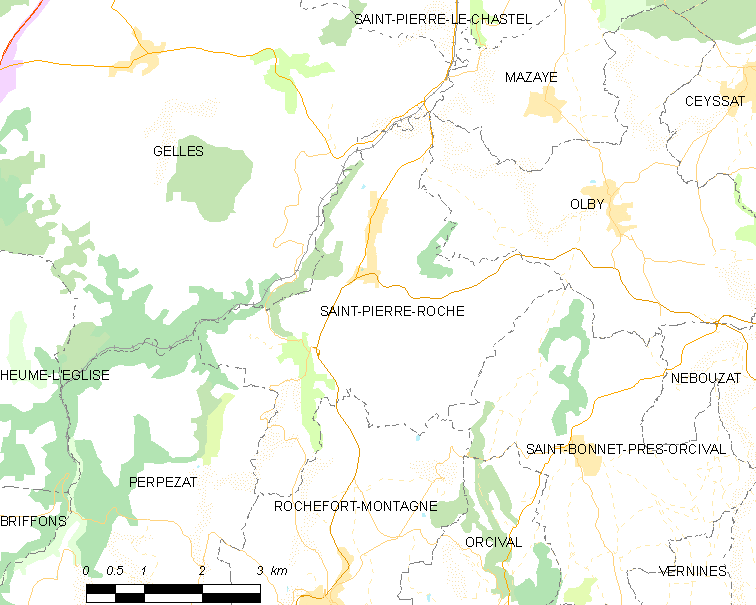
圣皮埃尔罗什的OSM定位图

圣皮埃尔罗什的时区为UTC+01:00、UTC+02:00（夏令时）。

## 行政
圣皮埃尔罗什的邮政编码为63210，INSEE市镇编码为63386。

## 政治
圣皮埃尔罗什所属的省级选区为奥尔西讷县。

## 人口

1962-2008年间圣皮埃尔罗什人口变化图示

圣皮埃尔罗什于2022年1月1日时的人口数量为500人。